# Hospital Al-Quds
O Hospital Al-Quds (em árabe: مستشفى القدس) é um hospital localizado na área de Tel al-Hawa [en], na Cidade de Gaza, Palestina. É o segundo maior hospital de Gaza.

## História
O hospital foi danificado por forças israelenses em 2009, durante a Guerra de Gaza de 2008-2009.
O hospital sofreu novos danos durante a Guerra de Gaza. Em 11 de novembro, foi relatado combate no hospital. A Sociedade do Crescente Vermelho Palestino informou que tanques israelenses se aproximaram do hospital e começaram a disparar contra ele. Eles relataram que cerca de 14.000 pessoas deslocadas estavam abrigadas no hospital durante os combates. O site cristão evangélico All Israel News relatou que um batalhão do Hamas operando a partir do hospital emboscou tropas das IDF; segundo o site, 21 militantes foram mortos, enquanto os israelenses não sofreram baixas. O confronto foi filmado por um drone nas proximidades.
Na madrugada de 12 de novembro, um ataque israelense atingiu a área próxima ao hospital, causando danos à estrutura. Mais tarde naquele dia, a Sociedade do Crescente Vermelho da Palestina anunciou que o hospital ficou sem combustível e deixou de tratar pacientes. Em 13 de novembro, a Sociedade do Crescente Vermelho da Palestina condenou as alegações de que o Hamas estava atacando a partir do hospital, afirmando que o vídeo do drone mostrava os militantes apenas na rua do lado de fora do hospital.